# Paul Riewald
Paul Riewald (* 30. Juli 1888 in Greifswald; † 1915 in Frankreich) war ein deutscher klassischer Philologe.

## Leben
Paul Riewald besuchte ab 1898 das Gymnasium in Greifswald. Im Frühjahr 1900 zog er mit seiner Familie nach Przemyśl, wo er bis Ostern 1907 das Gymnasium besuchte. Nach der Reifeprüfung studierte Riewald Klassische Philologie an der Universität Freiburg, wechselte aber nach einem Semester an die Berliner Universität. Hier besuchte er Veranstaltungen bei Hermann Diels, Rudolf Helm, Otto Hirschfeld, Eduard Norden, Georg Wentzel und Ulrich von Wilamowitz-Moellendorff.
Zum Sommersemester 1909 wechselte Riewald an die Universität Halle. Hier war er Mitglied des philologischen Seminars unter Otto Kern, Karl Praechter und Georg Wissowa, an den er sich besonders anschloss. Der Religionswissenschaftler Wissowa regte Riewald auch zu seiner Dissertation über die Gleichsetzung und Vergleichung römischer Kaiser mit Göttern an. Nach dem Rigorosum am 9. November 1911 wurde Riewald 1912 mit der Dissertation De imperatorum Romanorum cum certis dis et comparatione et aequatione promoviert.
Wissowa vermittelte Riewald als Mitarbeiter für Paulys Realencyclopädie der classischen Altertumswissenschaft, deren Neuausgabe seit 1906 Wilhelm Kroll betrieb. Riewald verfasste den Artikel Sacerdotes, der 1920 im zweiten Halbband der zweiten Reihe (R–Z) erschien (I A,2, Sp. 1631–1653).
Bei Ausbruch des Ersten Weltkriegs meldete sich Riewald wie sein Kommilitone Hans Herzfeld freiwillig. Riewald fiel 1915 in Frankreich.

## Schriften (Auswahl)
- De imperatorum Romanorum cum certis dis et comparatione et aequatione. Halle 1912 (mit Vita).